# Microcyclosporella
Microcyclosporella is een monotypisch geslacht van schimmels dat behoort tot familie Mycosphaerellaceae. Het bevat alleen de soort Microcyclosporella mali.